# 加瓦雷斯山

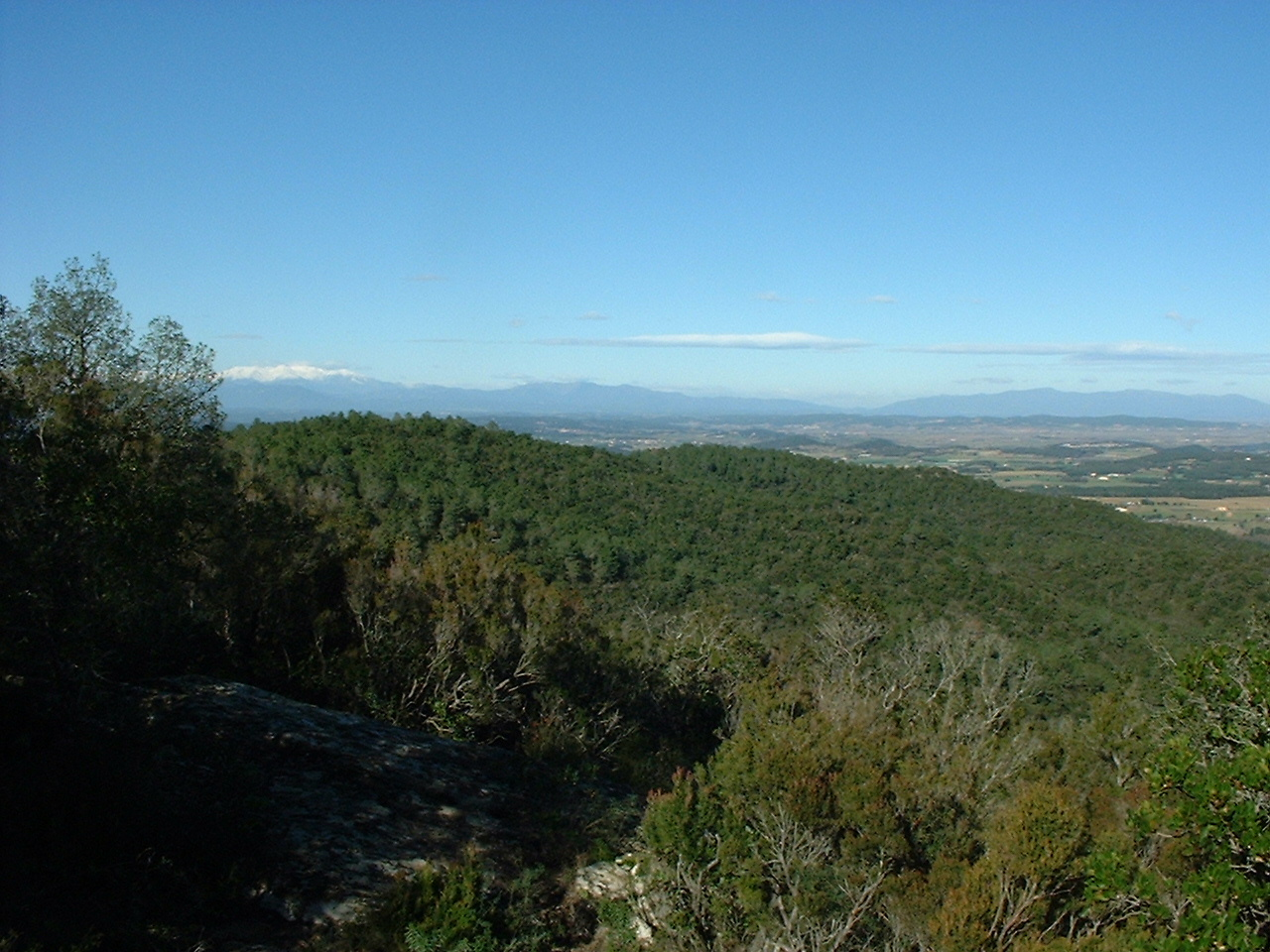

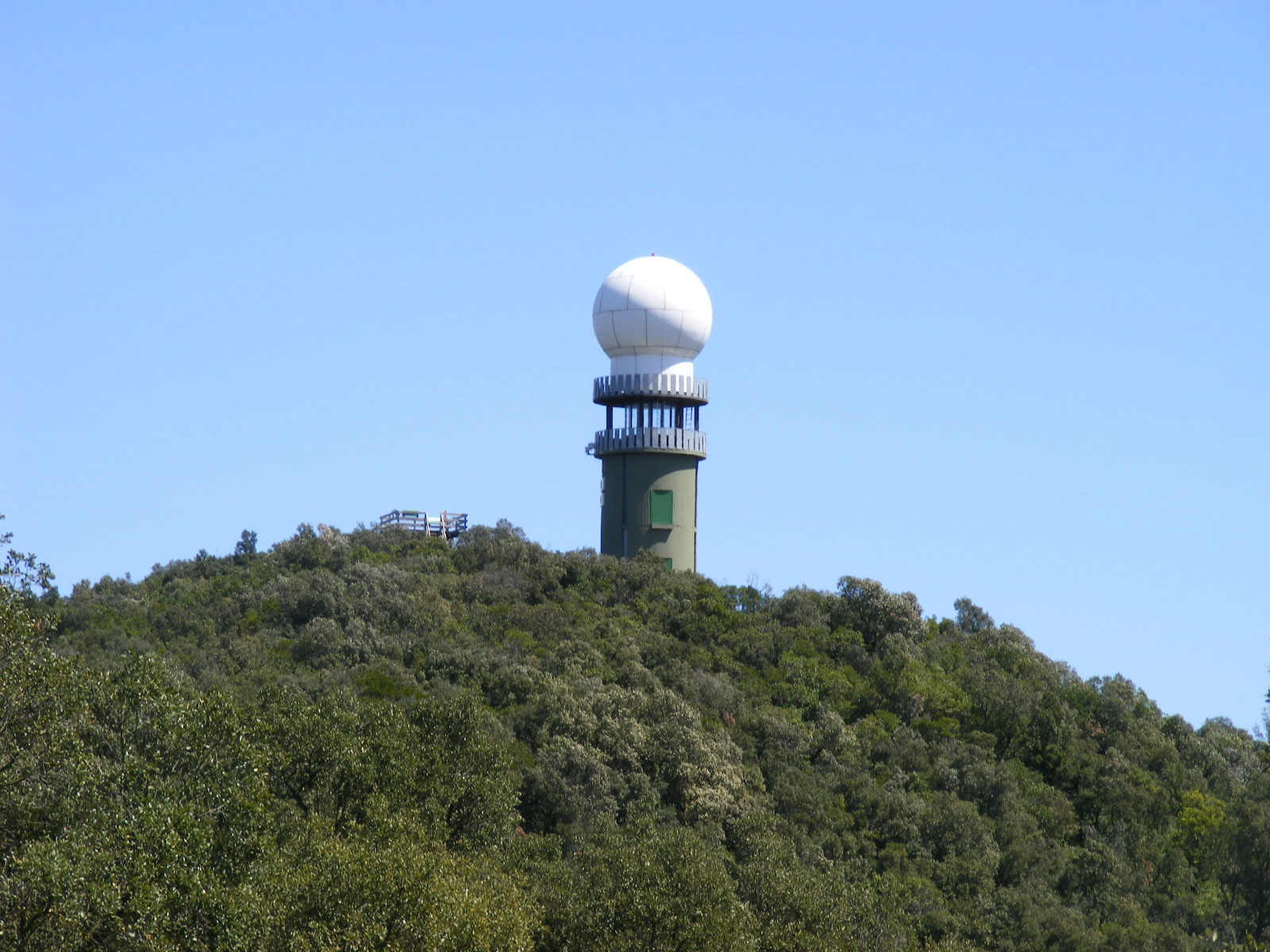

41°54′57″N 2°58′46″E / 41.91583°N 2.97944°E
加瓦雷斯山，是西班牙的山體，位於該國東北部加泰羅尼亞，屬於加泰羅尼亞海岸山脈的一部分，最高點是海拔高度532米，山體由花崗岩組成。